# Karl Friedrich Schinkel – Dem Baumeister zum 200. Geburtstag
Karl Friedrich Schinkel – Dem Baumeister zum 200. Geburtstag ist ein Dokumentarfilm des DEFA-Studios für Dokumentarfilme von Werner Kohlert aus dem Jahr 1981.

## Handlung
Auf dem Friedhof der Dorotheenstädtischen und Friedrichswerderschen Gemeinden wird der Grabstein Karl Friedrich Schinkels kurz vor dessen 200. Geburtstag intensiv von zwei Fachleuten gereinigt.
Um 1800 zählt Berlin rund 160.000 Einwohner in 7.500 Häusern. Vier Stunden braucht ein Fußgänger, die Stadt zu umlaufen. Es ist die Zeit Karl Friedrich Schinkels, der auf einem Ölgemälde, welches 1803 in Rom gemalt wurde und das im Zweiten Weltkrieg verbrannte, im Alter von 21 Jahren zu sehen ist. Das Gemälde entstand auf seiner ersten Italienreise, die ihn von Triest über Venedig, Padua, Ferrara, Bologna, Florenz und Siena nach Rom führte. Er wäre gern noch länger geblieben, wenn er nur das Geld dafür gehabt hätte. Über den Besuch der Insel Capri schreibt er in sein Tagebuch, dass die Reize dieses glücklichen Erdstrichs einem Nordländer nicht durch Worte anschaulich zu machen sind. Das Völkchen hat weder Richter noch Soldaten, er wird nie den Aufenthalt unter diesen Leuten vergessen. Weiterhin stellt er fest, dass die Architektur umso mehr von der unseren abweicht, je weiter man nach Süden kommt. Allein der Anblick der Werke in der Natur, hat etwas Überraschendes. Erst 1824 konnte er eine erneute Italienreise unternehmen, denn die Künstler wollten die Kunst studieren, aber auch die Art zu leben. Von den gesellschaftlichen Zuständen zu Hause oft enttäuscht, glaubten sie hier eine harmonische Welt zu finden.
1805 ist Schinkel wieder in Berlin und findet eine Welt vor, die nicht seinen Wünschen entspricht. Napoleon Bonaparte besiegt das Königreich Preußen, das jetzt sechs Jahre durch Frankreich besetzt ist. Preußen rüstet dann zum Widerstand, die Völkerschlacht bei Leipzig bringt die Wende und die Schlacht bei Waterloo die Entscheidung. Für Baumeister bedeutet das natürlich, dass sie keine Aufträge erhalten. Um die Zeit zu überbrücken, malt und zeichnet Schinkel, um dann nach dem Krieg den Auftrag zu bekommen, das Brandenburger Tor mit dem von ihm entworfenen Eisernen Kreuz zu schmücken, was aus dem Tor ein Siegestor macht. Während Preußen wirtschaftlich erstarkt, bestimmen König, Adel und Junker wieder die Politik. Das alte Wachgebäude für die Leibwache des Königs in Berlin wird zu klein und Schinkel erhält 1816 den Auftrag ein neues zu bauen. Nach mehreren Änderungen des ursprünglichen geplanten Standortes und Aussehens findet die in ihrer Form nun endgültige, mit antiken Elementen versehene, Neue Wache zwischen Zeughaus und Universität an der Straße Unter den Linden ihren Standort.
1817 brennt das Berliner Schauspielhaus ab. Schinkel bekommt den Auftrag ein neues zu entwerfen, mit den Auflagen, dass die alten Grundmauern erhalten bleiben, aber neue zusätzliche Räume geschaffen werden müssen. Im April 1818 legt Schinkel fünf Entwürfe vor, noch im gleichen Jahr erfolgt die Grundsteinlegung und 1821 kann das Haus, mit einem eigens dafür von Johann Wolfgang von Goethe geschriebenen Prolog und einem von Schinkel entworfenen Bühnenbild, eröffnet werden. 1824 ist Schinkel im klassizistischen Berlin der einflussreichste, meistbeschäftigte Baumeister und erhält die Aufgabe ein Museum zu bauen, um die königlichen Kunstsammlungen der Allgemeinheit zugänglich zu machen. Programmatisch stellt er, mit streng axialer Ordnung, den Bau dem Schloss gegenüber. Sorgen bereitet nur der ständige Geldmangel, denn selbst bei kleinen Summen muss Schinkel bei Friedrich Wilhelm III. betteln gehen. Nach acht Jahren Bau und Einrichtung wird das Königliche Museum 1830 eröffnet.
In der Nähe Potsdams erhält Schinkel den Auftrag eine ideale Kunstlandschaft im Stil der Zeit zu schaffen, der Versuch in den märkischen Sand eine römische Gartenanlage zu bauen. Schinkel entwirft, das Haus entwickelt er aus der Landschaft, die Landschaft baut er um das Haus und gestaltet das Innere bis ins Detail. Alles entspricht seinen Entwürfen und dient doch nur der gelegentlichen Betrachtung, zu egoistischen Zwecken, wie Schinkel vorsichtig durchblicken lässt. Bei dem Haus handelt es sich um den Sommersitz des Kronprinzen Friedrich Wilhelm – Schloss Charlottenhof.
Zum Abschluss des Films hört man die Definition Schinkels, was der Begriff Architektur in seinem Sinne bedeutet: In der Baukunst muss Leben sichtbar werden, ein Streben, ein Strotzen, ein Kristallisieren, ein Aufschießen, ein Drängen, ein Spalten, ein Fügen, ein Treiben, ein Schweben, ein Ziehen, ein Drücken, ein Tragen, Setzen, Schwingen, Verbinden, Halten, ein Liegen und Ruhen. Dies sind die Anfordernisse in der Architektur.

## Produktion und Veröffentlichung
Karl Friedrich Schinkel – Dem Baumeister zum 200. Geburtstag wurde von der Gruppe dokument unter dem Arbeitstitel Schinkel auf ORWO-Color gedreht und hatte am 6. März 1981 seine Erstaufführung.
Die Dramaturgie lag in den Händen von Annerose Richter.

## Kritik
Uwe-Eckart Böttger schrieb in der Neuen Zeit

„Auch der nur 32 Minuten lange Schinkel-Film von Werner Kohlert bringt im Einklang von poetischen Bildern und informationsreichem Kommentar seinen Gegenstand an den Zuschauer; Persönlichkeit, Schaffen und historisches Zeitkolorit werden augenfällig, lassen Sinn unserer Erbepflege am Beispiel des klassizistischen Baumeisters lebendig werden.“